# Luisa Giuliana di Erbach
Luisa Giuliana di Erbach (castello di Fürstenau, 18 giugno 1603 – Friedewald, 28 settembre 1670) fu contessa consorte di Sayn-Wittgenstein-Sayn avendo sposato Ernesto di Sayn-Wittgenstein-Sayn e funse le funzioni di reggente della contea alla morte del marito durante la minore età dei figli. È inoltre ricordata per essere la protagonista del romanzo Die Gräfin von Sayn di Karl Ramseger-Mühle.

## Biografia
Luisa Giuliana nacque nel 1603 come figlia del conte Giorgio III di Erbach e della moglie Maria di Barby-Mühlingen. Sposò il conte Ernesto di Sayn-Wittgenstein-Sayn nel gennaio 1624, poco dopo che egli aveva ereditato il contado dal padre, Guglielmo III, che era stato in grado di riunificare i possedimenti e i titoli delle due linee di Sayn sposando Anna Elisabetta di Sayn. Guglielmo III aveva altri tre figli maschi, nati dal secondo matrimonio con Anna Ottilia di Nassau-Weilburg, che avrebbero contestato l'eredità lasciata dal figlio di Luisa Giuiana, Luigi, morto senza eredi nel 1636.
La giovane coppia scelse come propria residenza il castello di Hachenburg. Ebbero sei figli, ma tre delle cinque figlie femmine morirono in giovane età.
Durante la guerra dei trent'anni, Ernesto servì nell'esercito e Luisa Giuliana si occupò del governo della contea. Nel 1632 Luisa Giuliana ed il marito si recarono a Francoforte per chiedere a Gustavo II Adolfo, re di Svezia, di aiutarli, in quanto i loro possedimenti erano sotto assedio. Ernesto morì durante questa visita all'età di 32 anni; nel suo testamento lasciò la contea al figlio Luigi e creò la moglie reggente fino al raggiungimento della maggiore età. Nel caso Luigi fosse morto prematuramente, la contea sarebbe passata alle due figlie femmine sopravvissute.
Luisa Giuliana non si risposò e assunse la reggenza della contea, che amministrò abilmente . Nel 1636 il figlio Luigi morì all'età di sette anni, determinando così l'estinzione in via maschile della linea dinastica di Sayn-Wittgenstein-Sayn. Luigi Alberto, fratellastro del marito, obbligò Luisa Giuliana a cedere la contea a lui e agli altri fratelli, disconoscendo il testamento del defunto Ernesto. Due mesi più tardi, Luisa Giuliana ritirò il proprio consenso alla cessione, causando una guerra. Il conte Cristiano, fratello minore di Luigi Alberto, pose l'assedio ad Altenkirchen mentre l'Elettorato di Magonza attaccò la città di Hachenburg, che dovette arrendersi quando finirono le scorte di cibo, cosicché Luisa Giuliana e le figlie scapparono a Freusburg. L'Elettorato di Treviri si preparò all'attacco di Freusburg cosicché le tre donne dovettero rifugiarsi a Friedewald, dove trovarono infine sicurezza. 
La contessa vedova Luisa Giuliana citò in giudizio i propri cognati di fronte al Reichskammergericht e all'imperatore; inviò inoltre i propri consiglieri a Münster e Osnabrück, dove era stata siglata, nel 1648, la Pace di Vestfalia. I diritti di Ernestina e Giovannetta vennero infine riconosciuti e, grazie anche al supporto della Svezia, la contea tornò nelle loro mani.
Nel 1652 Luisa Giuliana di Erbach cedette il governo della contea alle figlie, che la divisero in due parti: Sayn-Wittgenstein-Sayn-Hachenburg e Sayn-Wittgenstein-Sayn-Altenkirchen. La porzione di Hachenburg venne data ad Ernestina Salentina, che sposò il conte Salentino Ernesto di Manderscheid-Blankenheim; la famiglia dei Conti di Manderscheid detenne il controllo della contea per numerose generazioni finché venne ereditata prima dai Burgravi di Kirchberg ed infine, nel 1799, dalla Casa di Nassau-Weilburg. La parte di Altenkirchen spettò alla figlia Giovannetta, che, attraverso il secondo marito Giovanni Giorgio I di Sassonia-Eisenach, portò la contea nelle mani della linea cadetta di Sassonia-Eisenach. Quando la dinastia si estinse, nel 1741, il Sayn-Wittgenstein-Altenkirchen passò al casato di Brandeburgo-Ansbach, successivamente alla  Prussia ed infine, nel 1802, alla Casa di Nassau-Usingen.
Luisa Giuliana di Erbach morì il 16 settembre 1670 a Friedewald. Venne sepolta accanto al marito e al figlio nella cripta della chiesa del castello di Hachenburg.

## Matrimonio e discendenza
Dal matrimonio con il conte Ernesto di Sayn-Wittgenstein-Sayn (26 agosto 1594 - 22 maggio 1632) ebbe sei figli:
- Ernestina Salentina (1626 - 1661), sposò il conte Salentino Ernesto di Manderscheid-Blankenheim;
- Carlotta (1627 - 1629);
- Luigi, conte di Sayn-Wittgenstein-Sayn (1628 - 1636);
- Luisa (nata e morta nel 1629);
- Maria Elisabetta (1630 - 1631);
- Giovannetta (1632 - 1701), sposò in prime nozze il langravio Giovanni d'Assia-Braubach ed in seconde nozze il duca Giovanni Giorgio I di Sassonia-Eisenach.